# Fášir
Fášir (jinými názvy také Al-Fášir, El Fasher či Al-Fashir) je město v Dárfúru. Je hlavním městem státu Severní Dárfúr. Leží v jihozápadním Súdánu 195 kilometrů severovýchodně od Nyaly v nadmořské výšce asi 700 m n. m. V roce 2025 zde žilo 252 609 obyvatel. 
Město je významným centrem zemědělské produkce v regionu, zejména v oblasti obilnin, ovoce a dalších plodin pěstovaných v jeho okolí. Vedle toho bylo historicky důležitým místem pro karavany putující oblastí. Město je silnicí propojeno s městy Geneina a Umm Keddada. Ve městě se nachází Univerzita ve Fašíru a leží zde také Letiště Fašír. Ve městě panuje aridní podnebí, které je však ovlivněno monzuny. 